# Гаї-Смоленські
Га́ї-Смо́ленські — село в Україні, у Бродівській міській громаді Золочівського району Львівської області. Відстань до центру громади становить 6 км, що проходить автошляхом місцевого значення. Відстань до найближчої залізничної станції Броди становить 6 км.
Село Гаї-Смоленські, а також Гаї, Гаї-Дітковецькі та Дітківці були підпорядковані Гаївській сільській раді. Населення становить 461 особа.

## Географія
Гаї-Смоленські на заході межують з Глушиним, на півночі — з Косарщиною, на південному сході — з Гаями.

## Історія та сьогодення
До 2018 року в селі працювала Гаї-Смоленська загальноосвітня школа І-ІІ ступенів Бродівської районної ради Львівської області, останнім директором школи була Карпів Галина Олегівна. В селі нині діють Народний дім «Просвіта» та бібліотека-філія № 10 Бродівської РЦБС (керівник Тетерін Леся Євстахіївна) та ФАП (керівник Казмірчук Ганна Антонівна).

## Релігія
До 1990 року місцева парафія належала до православної громади с. Смільне, оскільки власного храму в селі не було. У 1991 році в Гаях-Смоленських споруджено церкву Преображення Господнього, а 27 грудня 1991 року рішенням виконавчого комітету Львівської обласної ради народних депутатів № 733 зареєстровано статут релігійної громади УГКЦ парафії Преображення Господнього у с. Гаї-Смоленські. Нині парохом є о. Роман Біль, а сама парафія налічує 300 вірних. До середини 2016 року належала до Бродівського деканату Сокальсько-Жовківської єпархії УГКЦ, але після поділу Бродівського деканату та утворення 6 червня того ж року Старобрідського деканату, релігійна громада Гаїв-Смоленських увійшла до складу новоутвореного деканату.
Місцеві римо-католики належать до релігійної громади Воздвиження Всечесного Хреста РКЦ у Бродах.
12 червня 2020 року, відповідно до розпорядження Кабінету Міністрів України № 718-р «Про визначення адміністративних центрів та затвердження територій територіальних громад Львівської області», село увійшло до складу Бродівської міської громади.
19 липня 2020 року, в результаті адміністративно-територіальної реформи та ліквідації Бродівського району, село увійшло до складу новоствореного Золочівського району.

## Населення
За даними перепису населення 1989 року в селі мешкала 521 особа, серед них — 218 чоловіків та 303 жінки.
За даними всеукраїнського перепису населення 2001 року в селі мешкало 484 особи:
| українська | 483 | 99,79 |
| російська  | 1   | 0,21  |

## Відомі люди
Народилися
- Ярослав Дутчак (1933—1988) — видатний фізик, кандидат фізико-математичних наук, доцент, доктор фізико-математичних наук, професор.[21]
- Михайло Коб'ялковський (нар. 13 жовтня 1966) — політик, керівник апарату Бродівської РДА (2011-2014), голова Бродівської районної організації Партії регіонів, співзасновник благодійної організації «Меценати Брідщини».[22]
- Зіновій Микитюк (нар. 4 листопада 1944) — доктор фізико-математичних наук, професор кафедри електронних приладів Інституту телекомунікацій, радіоелектроніки та електронної техніки Національного університету «Львівська політехніка».[23]

## Галерея

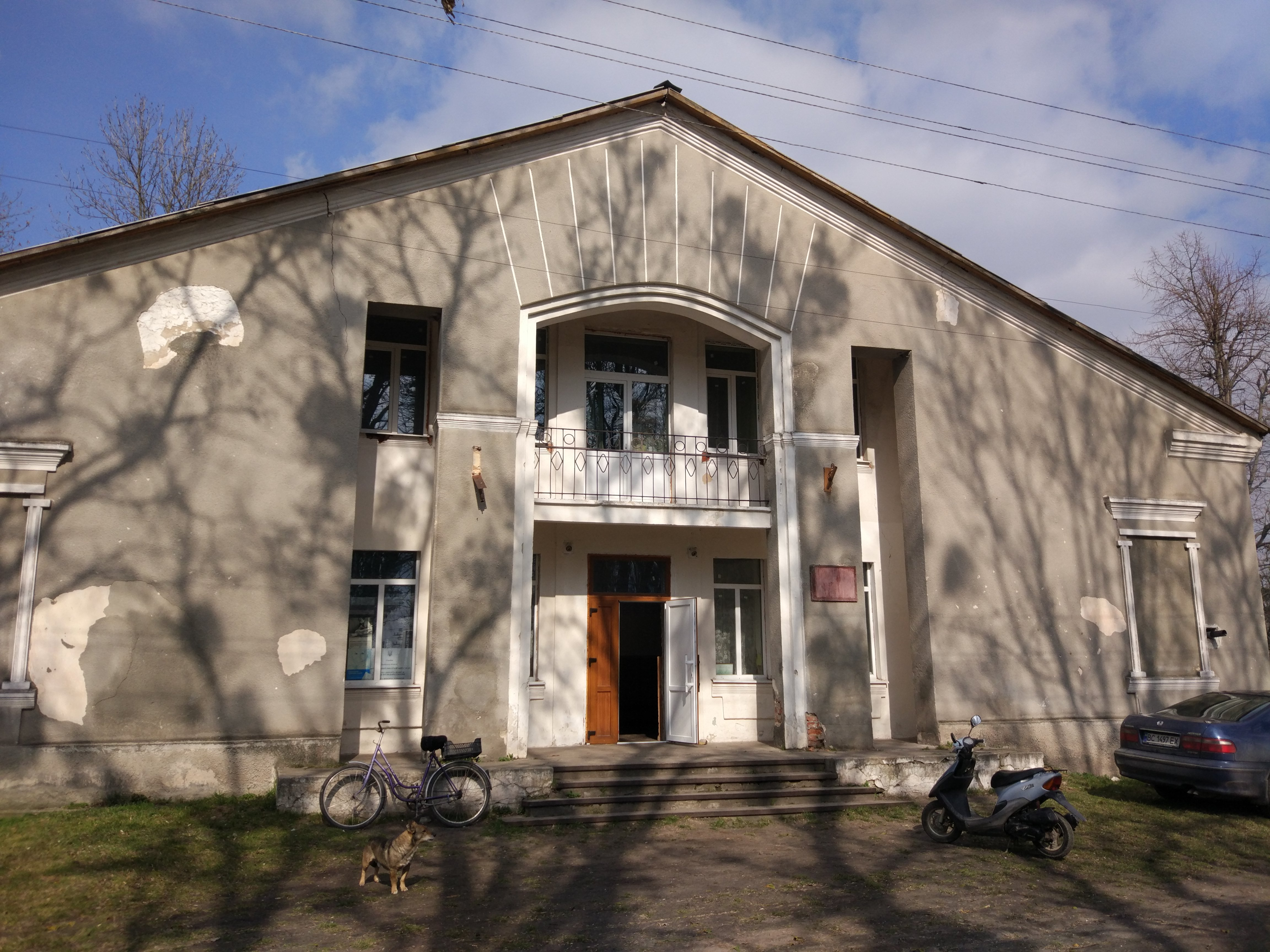
Народний дім